# Serrat dels Trossos dels Arrendadors
El Serrat dels Trossos dels Arrendadors és un serrat del terme municipal de Conca de Dalt, antigament del d'Hortoneda de la Conca, situada a la part de llevant de l'antic terme. És, de fet, un contrafort de ponent de la Serra de Boumort. És en el territori de l'antic poble de Perauba.
Està situat a la dreta de la llau de la Solana de Palles; és un contrafort sud-occidental de la Serra de Palles. El seu vessant meridional és la Solana de Palles.